# Epoka mesjańska

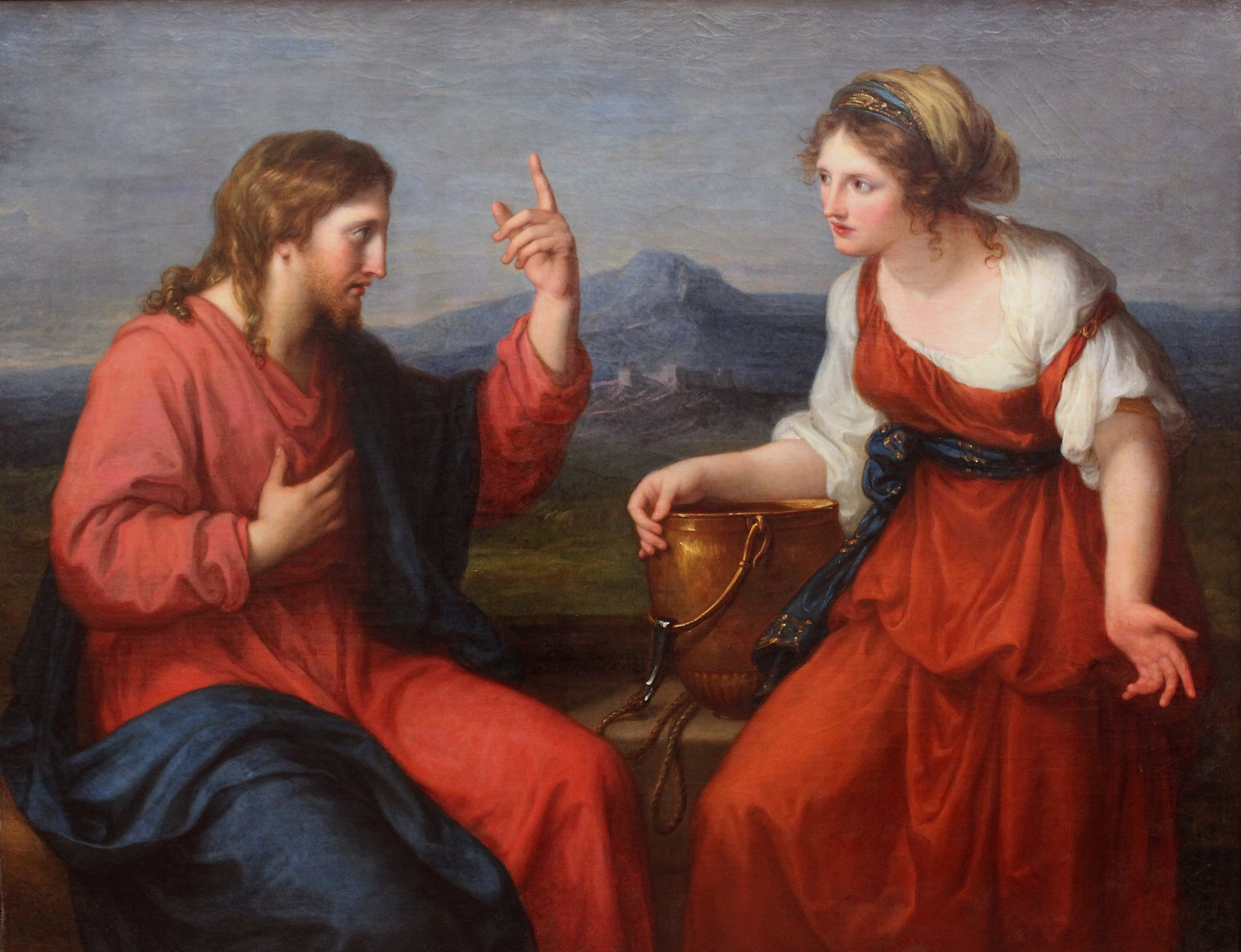
Jezus-Mesjasz w rozmowie z Samarytanką o czasach mesjańskich zapowiedział wodę, która w prawdziwych czcicielach Ojca, czczących go w duchu i prawdzie, stanie się „źródłem tryskającym ku życiu wiecznemu” (J 4,14). Angelika Kauffmann (1741–1805), Chrystus i Samarytanka przy studni, olej na płótnie (1796)

Epoka mesjańska – podstawowa nadzieja mesjanizmu, zapowiadającego przyszły okres na Ziemi, w którym królował będzie mesjasz, przynosząc poznanie Boga, powszechny pokój, braterstwo, bez żadnego zła. W pewnych ujęciach, jak w chrześcijaństwie, epoka mesjańska jest ostatnim etapem rozwoju Królestwa Bożego.

## Judaizm

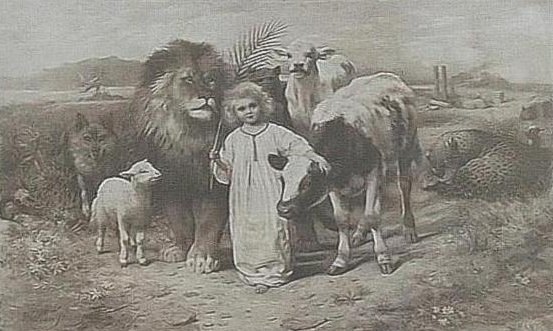
William Strutt, Pokój (1886). Ilustracja do Izajasza 11,6-7.

Zgodnie z żydowską tradycją, epoka mesjanistyczna będzie czasem globalnego pokoju i harmonii, epoką wolną od konfliktów i trudności oraz sprzyjającą pogłębianiu wiedzy Stwórcy. Wątek z Mesjaszem, zapowiadający erę powszechnego pokoju zawiera się w dwóch fragmentach Księgi Izajasza:

On będzie rozjemcą pomiędzy ludami i sędzią dla licznych narodów. Wtedy swe miecze przekują na lemiesze, a swoje włócznie na sierpy. Naród przeciw narodowi nie podniesie miecza, nie będą się więcej zaprawiać do wojny (Iz 2,4)... Wtedy wilk zamieszka wraz z barankiem, pantera z koźlęciem razem leżeć będą, cielę i lew paść się będą pospołu i mały chłopiec będzie je poganiał. Krowa i niedźwiedzica przestawać będą ze sobą przyjaźnie, młode ich razem będą legały. Lew też jak wół będzie jadał słomę. Niemowlę igrać będzie na gnieździe kobry, dziecko włoży swą rękę do kryjówki żmii. Zła czynić nie będą ani działać na zgubę po całej świętej mej górze, bo kraj się napełni znajomością Pana, na kształt wód, które przepełniają morze (Iz 11,6-9 /BT/).

Reguły wspólnoty Kumran w I w. n.e., sytuującej się w nurcie esseńczyków, zdają się przewidywać epokę mesjańską. Miał ją zaprowadzić prorok, zwany Mistrzem sprawiedliwości oraz Mesjasz Aaronowy i Izraela. Mówią o tym dwa teksty qumrańskie. Znaleziona w 1 grocie Qumran (1Q) Reguła wspólnoty /Serek hayyahad/ (1QS 9,10-11), a także Reguła zgromadzenia albo Reguła mesjańska (1QSa). Te dwie postacie kontynuują tradycje prorockie, które ukształtowały się po wygnaniu babilońskim (586 do 538 roku p.n.e.), a także koncepcje teokratyczne tzw. dzieła Kronikarza (por. Za 4,14; 6,12-13; Ne 8,8-9).
W swej Miszne Tora, jeden ze znaczących autorytetów teologii żydowskiej, Majmonides (1135–1205) opisał epokę mesjańską następująco:

A w tym czasie nie będzie głodu ani wojny, ani zazdrości, ani rywalizacji, gdyż dobro będzie obfite, a wszystkie przysmaki będą dostępne jak kurz.: Całe zajęcie świata będzie tylko poznaniem Boga ... lud Izraela będzie miał wielką mądrość; będą postrzegać ezoteryczne prawdy i pojmować mądrość Stwórcy, tak jak pozwoli na to zdolność człowieka. Tak jak jest napisane (Izajasz 11:9): „Albowiem ziemia napełniona będzie poznaniem Boga, tak jak wody okrywają morze” (Miszne Tora, Prawa królów 12:5).

Według rabinów z nurtu chasydzkiego, wydarzeniem, które wyznaczyło początek budowy epoki mesjańskiej było zniszczenie Drugiej Świątyni przez Rzymian w 70 r. n.e. i późniejsze czasy wygnania, które trwają do dziś. Według Yehudy Leiba Schapiro, dziekana Kolegium Rabinistycznego Jesziwy Gedoli (Yeshiva Gedola Rabbinical College) w Greater Miami, to, co stare musiało zostać zniszczone, aby dać miejsce pod budowę nowej Świątyni Mesjasza i przyszłemu objawieniu Ha-Szem, które przewyższy wszystko, co jest znane do tej pory. Takie jest znaczenie święta Tisza be-Aw. Będzie to święto objawienia się Mesjasza.

## Chrześcijaństwo

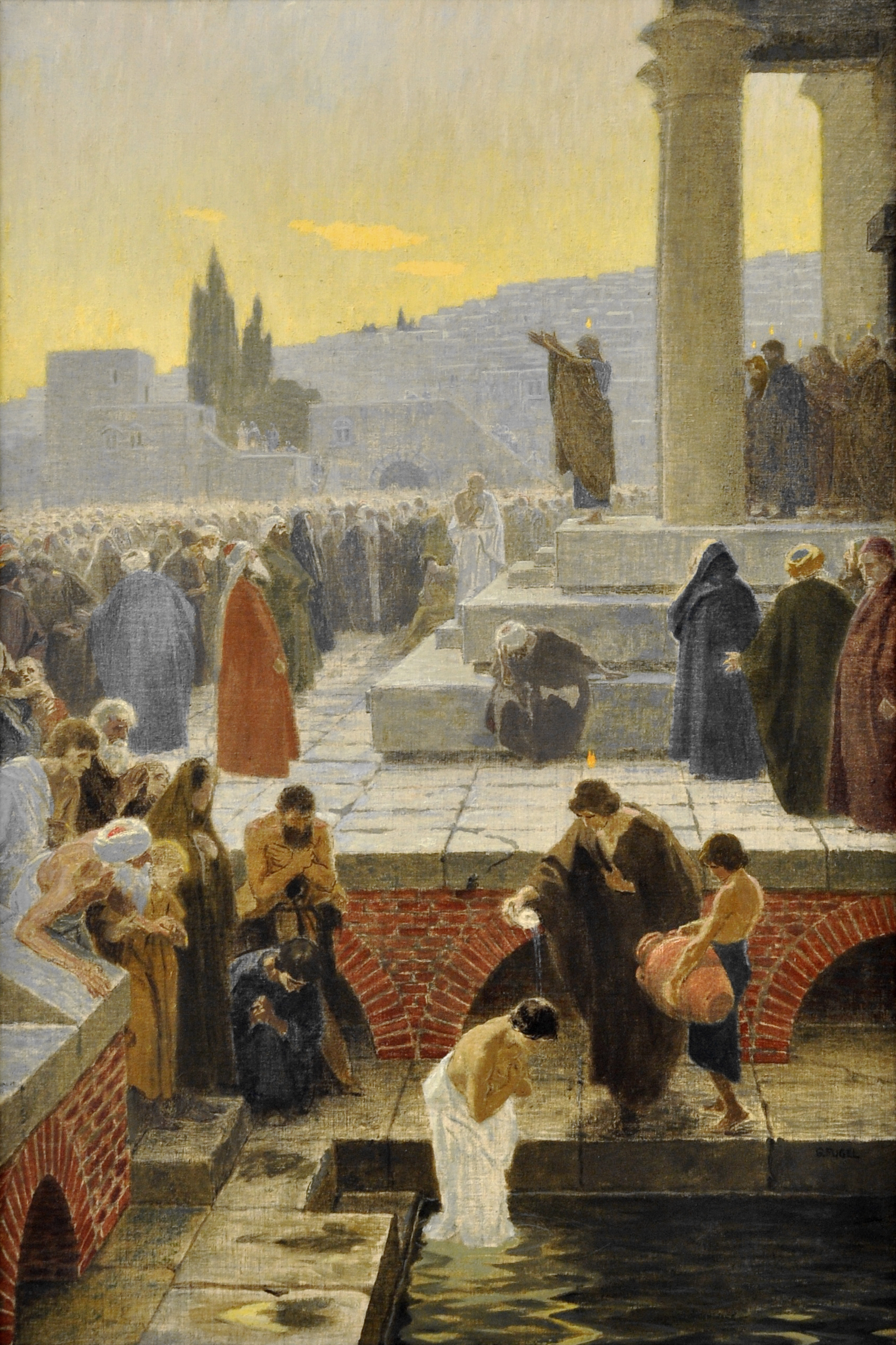
Piotr Apostoł w dniu Pięćdziesiątnicy głoszący na terenie Świątyni Jerozolimskiej nadejście epoki mesjańskiej. „Ci więc, którzy przyjęli jego naukę, zostali ochrzczeni. I przyłączyło się owego dnia około trzech tysięcy dusz” (Dzieje Apostolskie 2,41). Mal. Gebhard Fugel (1863-1939), Galerie Fähre, Altes Kloster, Bad Saulgau.

Chrześcijańskie zrozumienie wieku mesjańskiego jest zależne w dużej mierze od żydowskiego Pisma świętego, szczególnie od Proroków (zarówno większych jak i mniejszych). Cechą epoki mesjańskiej, tak jak ukazuje je Biblia, miało być nadzwyczajne wylanie Ducha na wszystkich ludzi. Powinno przynieść im specjalne dary i charyzmaty. Większość ważniejszych proroctw znajduje się w Księdze Zachariasza 4,6b; 6,8 i Księdze Joela 3,1-2 (por. Księga Liczb 11, 29). Dzieje Apostolskie odnoszą się do nich, głosząc, że słowo proroków stało się ciałem w Jezusie w dniu Pięćdziesiątnicy. Jezus „wyniesiony na miejsce po prawicy Boga, otrzymał od Ojca obietnicę Ducha Świętego i zesłał Go” (Dz 2,33 por. wersy 16-21). Według Izajasza, wiek mesjański miał mieć swojego namaszczonego przywódcę, Mesjasza, który miał być napełniony darami ducha, aby móc urzeczywistnić swoją zbawczą działalność (Iz 11,1-3; 42,1; 61,1, por. Mt 3,16).
Jezus używał cudów, aby przekonać ludzi, że rozpoczyna on wiek mesjański (por. Mt 12,28). Uczeni opisali cuda Jezusa jako ustanowienie królestwa za jego życia.
Według Księgi Ezechiela, oprócz przyniesienia szczególnych darów charyzmatycznych, Duch ma zbudować epokę mesjańską w sercach ludzi, urzeczywistniając ich wewnętrzną odnowę w wyniku wyjątkowego przylgnięcia do Prawa Bożego (por. Ez 11,19; 36, 26-27; 37,14; por. Ps 51, 12-15; Iz 32,15-19, Za 12,10). Według Księgi Jeremiasza, czasy mesjańskie zostaną przypieczętowane przez „nowe przymierze”, ostateczne i wieczne, zapisane „w ich sercach” (Jr 31,31). Paweł Apostoł mówił o tym Nowym Przymierzu w swoim Drugim Liście do Koryntian 3, 6. Prorok Izajasz użył obrazu życiodajnej wody „wylanej na spragnioną ziemię”. Ludzie „jak wierzby na brzegu strumienia” będą mieli dostęp do Ducha, który pozwoli im przynieść owoce prawości i świętości (Iz 44, 3) Ewangelia Jana odniosła się do tego w spotkaniu Jezusa z Samarytanką przy studni Jakuba: „Kto zaś będzie pił wodę, którą Ja mu dam, nie będzie pragnął na wieki, lecz woda, którą Ja mu dam, stanie się w nim źródłem tryskającym ku życiu wiecznemu”. (J 4,14) Ezechiel powiedział, że świętość ludu z kolei spotka się ze szczególną miłością, łaską i opieką Boga: „zawrę przymierze pokoju” i „ustanowię na wieki moją Świątynię” (Ez 37,24; 39,29).

### Paweł z Tarsu
Św. Paweł mówił w Liście do Galatów 4,4 o narodzeniu Jezusa Chrystusa jako o wydarzeniu mającym decydujące znaczenie związane z pełnią czasów. Przez to wyrażenie rozumiał nastanie epoki mesjańskiej, czyli czasów ostatecznych. Epoka ta stanowi dokonanie, spełnienie długiego oczekiwania wieków, ostateczne dopełnienie ich miary (por. Mk 1,15; Dz 1,7; Rz 13,11; 2 Kor 6,2; Ef 1,10; Hbr 1,2; Hbr 9,26; 1 P 1,20). Paweł nauczał wyraźnie, zgodnie z żydowską literaturą apokaliptyczną swoich czasów (por. 4 Księga Ezdrasza 7,50), o podziale czasu świata na dwa eony, dwie epoki. W rozdziale dziesiątym Pierwszego Listu do Koryntian pisał o czasach Chrystusa-Mesjasza i jego wiernych jako o „kresie czasów”. Wydarzenia z historii Izraela, kiedy ojcowie wędrowali „pod obłokiem” po pustyni z Mojżeszem  należały do kończącego się eonu, ale były zapowiedzią rzeczy przyszłych, czyli tych, które dokonały się wraz z przyjściem Chrystusa: „spisane zaś zostało ku pouczeniu nas, których dosięga kres czasów” (1 Kor 10,11). Epoka mesjańska jest zatem nowym eonem. Przez Apostoła została opisana jako „nowe stworzenie” (2 Kor 5,17; Ga 6,15). Dokona się ono w pełni wraz z drugim przyjściem Chrystusa, zwanym z greki paruzją. Przed paruzją, życie chrześcijan dokonuje się w czasie pośrednim, zwanym przez Pawła obecnym wiekiem (por. Rz 3,26; 1 Kor 1,8). Ten wiek, zapoczątkowany przez ofiarę krzyża Chrystusa (por. List do Hebrajczyków 7,27) już inauguruje epokę mesjańską. Jest, według Pawła, jakby jednym „dniem zbawienia” (2 Kor 6,2). To czas nawrócenia pozostawiony „Reszcie Izraela” (Rz 11,5) i poganom (por. Rz 11,25; Ef 2,12n; por. por. Dz 3,20n; Ap 6,11; Łk 21,24). Nie wiadomo jak długo będzie on trwał, ale trzeba być świadomym jego tymczasowości, gdyż jest on jedynie przygotowaniem pełni epoki mesjańskiej, która może nadejść nagle, jak złodziej w nocy (por. 1 Tes 5,1; por. 1 P 1,17).